# Bukit Jaya (Sungai Bahar)
Bukit Jaya is een bestuurslaag in het regentschap Muaro Jambi van de provincie Jambi, Indonesië. Bukit Jaya telt 1376 inwoners (volkstelling 2010).